# Ernst Krause
Ernst Ludwig Krause (født 22. november 1839 i Zielenzig, død 24. september 1903) var en tysk forfatter, mest kendt under pseudonymet Carus Sterne.